# ニハリ語
ニハリ語（英語: Nihali）、ニハーリー語はインド中西部のマディヤ・プラデーシュ州およびマハーラーシュトラ州で話されている言語である。話者は約2千人いる。ナハリ語（Nahali）ともいう。
インド語派、ドラヴィダ語族、ムンダ語派からの借用語が多いが、系統的には孤立した言語である。より大きな括りではインド・太平洋大語族に含まれるとする説もある。
近隣の地方にはインド語派に属すナハリ語（Nahali）（カルト語（Kalto））があり、同じ名前で混同されやすいが別の言語である。